# Łukasz Wiśniewski (volley-ball)
Pour les articles homonymes, voir Łukasz Wiśniewski.
Łukasz Wiśniewski est un joueur polonais de volley-ball né le 3 février 1989 à Włodawa (voïvodie de Lublin). Il mesure 1,98 m et joue réceptionneur-attaquant. Il totalise 40 sélections en équipe de Pologne.

## Clubs
| Club                   | De        | À         |
| ---------------------- | --------- | --------- |
| AZS Częstochowa        | 2008-2009 | 2012-2013 |
| ZAKSA Kędzierzyn-Koźle | 2012-2013 | 2019-2020 |
| Jastrzębski Węgiel     | 2020-2021 | en cours  |

## Palmarès

### En sélection nationale
- Coupe du monde
  - Finaliste : 2011
- Ligue mondiale (1)
  - Vainqueur : 2012
- Mémorial Hubert Wagner (2)
  - Vainqueur : 2013, 2017

### En club
- Challenge Cup (1)
  - Vainqueur : 2012
- Championnat de Pologne (5)
  - Vainqueur : 2016, 2017, 2019, 2020, 2023
  - Finaliste : 2013, 2018
- Coupe de Pologne (4)
  - Vainqueur : 2013, 2014, 2017, 2019
  - Finaliste : 2021
- Supercoupe de Pologne (1)
  - Vainqueur : 2019
  - Finaliste : 2013, 2014, 2017

### Distinctions individuelles
- Meilleur contreur de la Coupe de Pologne 2013
- Meilleur contreur de la Coupe de Pologne 2014
- Meilleur serveur de la Coupe de Pologne 2016
- Meilleur contreur de la Coupe de Pologne 2017
- Meilleur contreur de la Coupe de Pologne 2019